# Shamshi-Adad V
De Assyrische koning Shamshi-Adad V noemt in zijn annalen de Perzen als de bewoners van Persuash, de streek ten zuiden van (huidig) Kermanshah (820 v.Chr.). Hij was getrouwd met koningin Sammuramat die na zijn dood in 810 v.Chr., de voogdij waarnam over hun zoon Adad-Nirari III.
De eerste jaren van zijn bewind stonden in het teken van een strijd om de troon die al begonnen was in 826 v.Chr. toen zijn vader de grip op de troon begon te verliezen. Zijn broer Assur-danin-pal was de leider van de opstand en slaagde er, volgens Shamshi-Adad zelf, in om 27 steden aan zich onderhorig te maken, waaronder Ninive. De rebellie was pas in 820 v.Chr. onder bedwang. De burgeroorlog verzwakte het Assyrische rijk in sterke mate en de zwakte zou pas met de hervormingen van Tiglathpileser III beëindigd worden.
In zijn latere jaren trok Shamshi-Adad op tegen het zuiden van het Tweestromenland en de Babylonische koning Marduk-zakir-shumi I tot het sluiten een verdrag.  Hij had daarmee aanzienlijk succes in Babylonië en kon zich "Koning van Sumer en Akkad" noemen

## Verwijzingen
1. ↑  blz 490 History of Humanity Volume II
From the Third Millennium to the Seventh Century B.C.
A.H. Dani, J.-P. Mohen et al. ISBN 978-92-3-102811-3